# Andrieu Lagarda
Andrieu Lagarda (en francès André Lagarde) és un escriptor occità nascut el 27 de maig de 1925 a Belestar, Arieja. Mestre de professió, ara ja retirat, és president fundador del Centre Regional dels Ensenhaires d'Occitan, conseller acadèmic i responsable de formació.

## Obra

### Prosa poètica
- A Puèg-verd, evocacion, 1961

### Contes
- Tres aucèls de l'ombra, 1967
- Tres castèls del diable, 1968
- Contes de la Calandreta, 1981

### Traduccions
- Letras de mon molin, d'Anfós Daudet, 1970
- Contes e racontes de Provença, de Pau arena, 1973
- Cantagrilh, de M. e R. Escolièr, 1975
- Contes del Lengadòc, de Tiberi-Monzon, 1984
- Reialme d'apamea, de Christine Clairmont, 1988
- Simfonia occitana, de Christine Clairmont, 1994

### Llengua i literatura
- Vocabulari occitan, seleccion de 10000 mots, locucions e expressions idiomaticas per centres d'interès, 1971
- Petite anthologie occitane du Comminges, 1976
- Al païs de Montsegur, 1977
- Lo pichon libre del rubí, 1977
- Anthologie occitane du pays de Montségur, 1978
- Les pays d'Ariège, 1988
- Le trésor des mots d'un village occitan - Dictionnaire du parler de Rivel, 1991
- La Palanqueta, Dictionnaire occitan-français français-occitan, 1998

### Pedagogia
- La Randoleta
- Per començar l'occitan a l'escòla
- Entà començar
- Qu'es aquò, qu'es aquò? Las devinalhas
- Cati-mauca, jòcs cantats
- Contes dels quatre vents
- Lo paure lop
- Les châteaux cathares et la croisade contre les Albigeois
- Cançon vòla